# あいつ (映画)
『あいつ』は、1991年8月10日に公開された日本映画。監督はNHKドラマ『ネコノトピア・ネコノマニア』を手がけた木村淳で本作が唯一の長編映画である。出演は、岡本健一、石田ひかり、浅野忠信ほか。キティ・フィルム、サントリー、NHKエンタープライズ製作、アルゴプロジェクト配給作品。上映時間118分。

## エピソード
雪役の石田ひかりは、『あいつ』は出来上がったあとでも内容がよく理解できず自分がやった作品だとは思えないが、すごく気に入っていて、まるで他人事のように感じていると、後に感想を語っている。
貞人役を演じた浅野忠信は、役者をやっていくにあたって、木村監督と仕事の枠を超えて色んな話ができた事が自分にとって大きかったと後のインタビューで答えている。

## ストーリー
東京が水没することを願う高校生「光」。毎日、幼馴染「貞人」からイジメにあっていた彼は、ある日「雪」という少女と、その祖父「忠」と知り合う。忠から"明日大怪我をする"と予言された光は、翌日、貞人によって大怪我を負った。それ以来、光には超能力が備わり、光の超能力に興味を覚えた貞人は、"超能力を教えてくれ"と近づいてくる。貞人は雪を誘拐して、光を服従させようとするが…

## スタッフ
- プロデューサー：伊地智啓、椋樹弘尚
- 監督：木村淳
- 脚本：木村淳、藤田一朗
- 撮影：伊藤昭裕
- 美術：中澤克巳
- 照明：安河内央之
- 音楽監督：小野誠彦
- 編集：冨田伸子
- 助監督：大原盛雄

## キャスト
- 東光：岡本健一
- 小野雪：石田ひかり
- 岩田貞人：浅野忠信
- 東力也：岸部一徳
- 小野忠：フランキー堺
- 北島：長崎真純
- 坂本：村井奨
- 田村：平岡延安
- 野中：NARUKO
- 柳ユーレイ
- 渡辺哲
- 住田隆
- 西田康人
- 加藤貴子

など